# ドナルドジョハンソン
(52246) ドナルドジョハンソン (52246 Donaldjohanson) は、小惑星帯の内帯に位置する、小惑星族の1つ「エリゴネ族」に属するC型小惑星である。1981年3月2日にオーストラリア・ニューサウスウェールズ州のサイディング・スプリング天文台での観測からアメリカの天文学者であるシェルテ・バスによって発見された。アメリカ航空宇宙局 (NASA) のトロヤ群小惑星探査機ルーシー (Lucy) の目標天体の1つとなったことから、化石人骨「ルーシー」の発見者の一人であるアメリカの古人類学者ドナルド・ジョハンソンにちなんで命名され、2025年4月20日にルーシーによる接近探査が行われた。

## 軌道と分類
ドナルドジョハンソンが属する「エリゴネ族」は、(163) エリゴネを主として約2,000個の炭素質小惑星が属する大きな小惑星族で、約1億3000万年前に起こった小惑星の衝突によって誕生した、比較的古い族であると考えられている。ドナルドジョハンソンは、小惑星帯内帯を太陽から約 1.9 - 2.8 天文単位 (au) 離れた公転軌道を、約3年8ヶ月（約1,345日）の周期で公転している。公転軌道の軌道長半径は約 2.38 au、軌道離心率は約 0.19 、黄道に対する軌道傾斜角は約 4.4° である。

## 物理的特徴
ドナルドジョハンソンは、炭素質のC型小惑星に分類されており、これはエリゴネ族の小惑星の全体的なスペクトル型であるC型もしくはX型と一致している。
2020年8月に行われた測光観測の結果、光度曲線の振幅が1.7等級と非常に大きく、ゆっくりと回転していることが明らかになった。この光度曲線は、ドナルドジョハンソンが非常に細長い形状をしているか、あるいは自転と公転が同期した二重小惑星系である可能性を示唆している。2020年11月から2021年2月にかけて行われた、2台のTRAPPIST望遠鏡による大規模な測光観測の結果、ドナルドジョハンソンの自転周期が約252時間であるとされた。
NASAの広視野赤外線探査機WISEの拡張ミッションNEOWISEによる観測結果から、直径は 3.895 km、表面のアルベドは 0.103 と測定された。一方で、探査機ルーシーによるフライバイ観測によって収集された画像の予備分析から、ドナルドジョハンソンの直径は以前の推定よりも大きく、長さが約 8 km、幅が最大で約 3.5 km であることが判明した。

## 名称
アメリカ航空宇宙局 (NASA) のトロヤ群小惑星探査機ルーシー (Lucy) の目標天体の1つとなったことから、化石人骨「ルーシー」の発見者の一人であるアメリカの古人類学者ドナルド・ジョハンソンにちなんで2015年12月25日に命名された。

## 探査
2021年10月16日に打ち上げられた NASAのトロヤ群小惑星探査機ルーシーが、トロヤ群に向かう途中で近接観測する対象の小惑星に選定された。2025年4月20日にドナルドジョハンソンから約 960 km 離れた距離を約 13.4 km/s の速度で通過する計画が予定され、翌日の4月21日に NASA はフライバイを行ったルーシーが撮影したドナルドジョハンソンの画像を公開した。ドナルドジョハンソンの前にルーシーがフライバイを行った (152830) ディンキネシュとは異なり、このフライバイでは計画の主要目標であるトロヤ群小惑星の探査のリハーサルとして、ルーシーの観測機器を用いた高度な観測が実施された。